# 페데리코 레돈도
페데리코 레돈도 솔라리 (Federico Redondo Solari, 2003년 1월 18일 ~ )는 아르헨티나의 축구 선수이며, 인터 마이애미에서 수비형 미드필더로 뛰고 있다.